# Friederike Repohl
Friederike Repohl  (geboren: Abt) (Bielefeld, 7 juli 1994) is een voetbalspeelster uit Duitsland. Ze speelt als doelverdediger voor Bayer 04 Leverkusen in de Bundesliga.

## Clubcarrière
Friederike Repohl begon in haar jeugdjaren met keepen bij FC Altenhagen. In 2005 stapte ze over naar Herforder SV, waar ze actief was in de jeugdcompetitie. In het seizoen 2010/11 werd ze overgeheveld naar het eerste elftal van Herforder SV. Op 6 maart 2011 maakte Repohl haar debuut in de Bundesliga in een met 4-2 verloren uitwedstrijd tegen SG Essen-Schönebeck. Met Herforder SV degradeerde Repohl dat seizoen naar de 2de Bundesliga. In het seizoen 2011/12 was Repohl eerste keepster bij Herforder SV totdat ze tegen een kruisbandblessure aanliep in januari 2012. In de voorbereiding op het seizoen 2012/13 maakte Repohl haar rentree, maar liep ze al snel opnieuw tegen een kruisbandblessure op. In maart 2014 keerde Repohl terug van haar blessure.
Op 23 april 2015 maakte TSG 1899 Hoffenheim bekend Repohl aan zich te hebben verbonden. Repohl maakte af en toe haar opwachting voor de club uit Sinsheim, maar werd pas vanaf het seizoen 2017/18 de eerste keepster voor de club uitkomend in de Bundesliga.
Repohl maakte voorafgaande aan het seizoen 2019/20 de overstap naar VfL Wolfsburg. Hier was ze tweede keepster achter Katarzyna Kiedrzynek. Met haar club wist ze in het seizoen 2020/21 de Champions League finale te behalen. Door blessureleed bij de Poolse mocht Repohl deze wedstrijd tegen Olympique Lyon keepen.
In de zomer van 2021 maakte Repohl de overstap naar competitiegenoot Bayer 04 Leverkusen. In haar eerste seizoen in Leverkusen kwam Repohl tot acht wedstrijden. Vanaf het seizoen 2022/23 is ze de eerste keus onder de lat met Charlotte Voll en Anne Moll achter haar.

## Statistieken
| Seizoen | Club                   | Competitie     | Competitie | Competitie | Beker | Beker | Overig | Overig | Totaal | Totaal |
| Seizoen | Club                   | Competitie     | Wed.       | Dlp.       | Wed.  | Dlp.  | Wed.   | Dlp.   | Wed.   | Dlp.   |
| ------- | ---------------------- | -------------- | ---------- | ---------- | ----- | ----- | ------ | ------ | ------ | ------ |
| 2010/11 | Herforder SV           | Bundesliga     | 2          | 0          | 1     | 0     | 0      | 0      | 3      | 0      |
| 2011/12 | Herforder SV           | 2de Bundesliga | 10         | 0          | 2     | 0     | 0      | 0      | 12     | 0      |
| 2012/13 | Herforder SV           | 2de Bundesliga | 0          | 0          | 1     | 0     | 0      | 0      | 1      | 0      |
| 2014/15 | Herforder SV           | Bundesliga     | 15         | 0          | 1     | 0     | 0      | 0      | 16     | 0      |
| 2015/16 | TSG 1899 Hoffenheim    | Bundesliga     | 9          | 0          | 2     | 0     | 0      | 0      | 11     | 0      |
| 2016/17 | TSG 1899 Hoffenheim    | Bundesliga     | 1          | 0          | 1     | 0     | 0      | 0      | 2      | 0      |
| 2017/18 | TSG 1899 Hoffenheim    | Bundesliga     | 0          | 0          | 1     | 0     | 0      | 0      | 1      | 0      |
| 2018/19 | TSG 1899 Hoffenheim    | Bundesliga     | 12         | 0          | 1     | 0     | 0      | 0      | 13     | 0      |
| 2015/16 | TSG 1899 Hoffenheim II | 2de Bundesliga | 3          | 0          | 0     | 0     | 0      | 0      | 3      | 0      |
| 2016/17 | TSG 1899 Hoffenheim II | 2de Bundesliga | 3          | 0          | 0     | 0     | 0      | 0      | 3      | 0      |
| 2018/19 | TSG 1899 Hoffenheim II | 2de Bundesliga | 2          | 0          | 0     | 0     | 0      | 0      | 2      | 0      |
| 2019/20 | Vfl Wolfsburg          | Bundesliga     | 5          | 0          | 4     | 0     | 0      | 0      | 9      | 0      |
| 2020/21 | Vfl Wolfsburg          | Bundesliga     | 1          | 0          | 3     | 0     | 0      | 0      | 4      | 0      |
| 2019/20 | VfL Wolfsburg II       | 2de Bundesliga | 2          | 0          | 0     | 0     | 0      | 0      | 2      | 0      |
| 2020/21 | VfL Wolfsburg II       | 2de Bundesliga | 5          | 0          | 0     | 0     | 4      | 0      | 9      | 0      |
| 2021/22 | Bayer 04 Leverkusen    | Bundesliga     | 8          | 0          | 0     | 0     | 0      | 0      | 8      | 0      |
| 2022/23 | Bayer 04 Leverkusen    | Bundesliga     | 19         | 0          | 0     | 0     | 0      | 0      | 19     | 0      |
| 2023/24 | Bayer 04 Leverkusen    | Bundesliga     | 19         | 0          | 0     | 0     | 0      | 0      | 19     | 0      |
| Totaal  | Totaal                 | Totaal         | 137        | 0          | 17    | 0     | 4      | 0      | 158    | 0      |

Bijgewerkt t/m 30 april 2024.

## Interlandcarriere
Op 11 mei 2011 maakte Friederike Repohl haar debuut voor Duitsland onder 19 in een 5-0 overwinning op Rusland. Datzelfde jaar maakte Repohl deel uit van de selectie van Duitsland onder 19 voor het EK 2011. In het derde groepsduel tegen Nederland mocht Repohl keepen.
Repohl werd op 19 oktober 2020 voor het eerst opgeroepen voor het seniorenteam van Duitsland om Ann-Katrin Berger te vervangen in de selectie van een vriendschappelijke wedstrijd tegen Engeland. Deze wedstrijd werd echter op 25 oktober 2020 afgelast doordat een lid van de Engelse staf COVID-19 had opgelopen.
1 Voll ·
2 Ostermeier ·
3 Friedrich ·
4 Bragstad ·
5 Levels ·
6 Piljić ·
7 Kramer ·
8 Bartz ·
9 Kehrer ·
10 Hansen ·
11 Kögel ·
12 Mickenhagen ·
13 Haim ·
14 Bragstad ·
16 Zdebel ·
17 Jorde ·
18 Vilhjálmsdóttir ·
19 Bender ·
20 Gonzalez ·
21 Marin ·
23 Bodoy ·
24 Turányi ·
27 Repohl ·
28 Menglu ·
27 Daedelow ·
34 Moll ·
56 Vidal ·
Coach: Pätzold